# Sinagoga de Cherasco
La sinagoga de Cherasco es un ejemplo todavía intacto de una sinagoga de gueto piamontés. Construido en el siglo XVIII, se encuentra en el último piso de un edificio en via Marconi 6, en la zona del antiguo gueto.

## El edificio
Con el establecimiento del gueto en 1730, se construyó la nueva sinagoga, posteriormente renovada en 1797, como recuerda una placa colocada en el vestíbulo de entrada sobre el lavatorio.
Como es típico en las sinagogas de gueto, nada debería haber mostrado la presencia del lugar de culto desde el exterior. Por el contrario, el interior está ricamente decorado en estilo barroco piamontés. La sala de oración es una pequeña sala cuadrangular con muebles del siglo XVIII en madera tallada y pintada. El entorno está iluminado por grandes ventanales que dan a un patio interior. El aron de madera pintada se coloca contra el muro oriental, de modo que la congregación orante mira hacia Jerusalén; tiene puertas doradas y finamente cinceladas con las palabras de los Diez Mandamientos, está flanqueada a cada lado por columnas retorcidas y coronada por una pequeña ventana redonda. En el centro de la habitación está la tevá octogonal, en madera tallada y pintada, adornada con ocho columnas con dosel retorcido de colores brillantes. La misma tipología se encuentra en las sinagogas de Carmagnola, Mondovì y Chieri.
Las paredes están decoradas con apliques de espejos, diseños florales e inscripciones en hebreo. De la bóveda de cañón, pintado en azul grisáceo con detalles en melocotón, cuelgan numerosas lámparas de bronce. El mobiliario se complementa con simples bancos de madera oscura colocados contra las paredes. El suelo es de baldosas hexagonales grises y azules. El pequeño matroneo se asoma al salon desde lo alto, protegido por una reja de madera, enmarcada por pequeñas columnas pintadas; se accede desde el atrio a través de una empinada escalera. Frente a la puerta del templo se abre el aula de la escuela para la enseñanza de la Torá.
La sinagoga logró superar el largo período de abandono en el siglo XX debido a la desaparición de la comunidad local sin excesivo daño y alienación. Hoy el templo, propiedad de la comunidad judía de Turín, está gestionado por la Fundación DeBenedetti Cherasco 1547 que garantiza su apertura regular y se ha convertido en un lugar popular de visita. Una pequeña exposición didáctica, "Vida y cultura judía en el Piamonte en los siglos XVIII y XIX", montada desde 1984 en las salas adyacentes a la sinagoga por Giorgio Avigdor, da la bienvenida a los numerosos visitantes.